# Margaretenkirche (Aldingen)

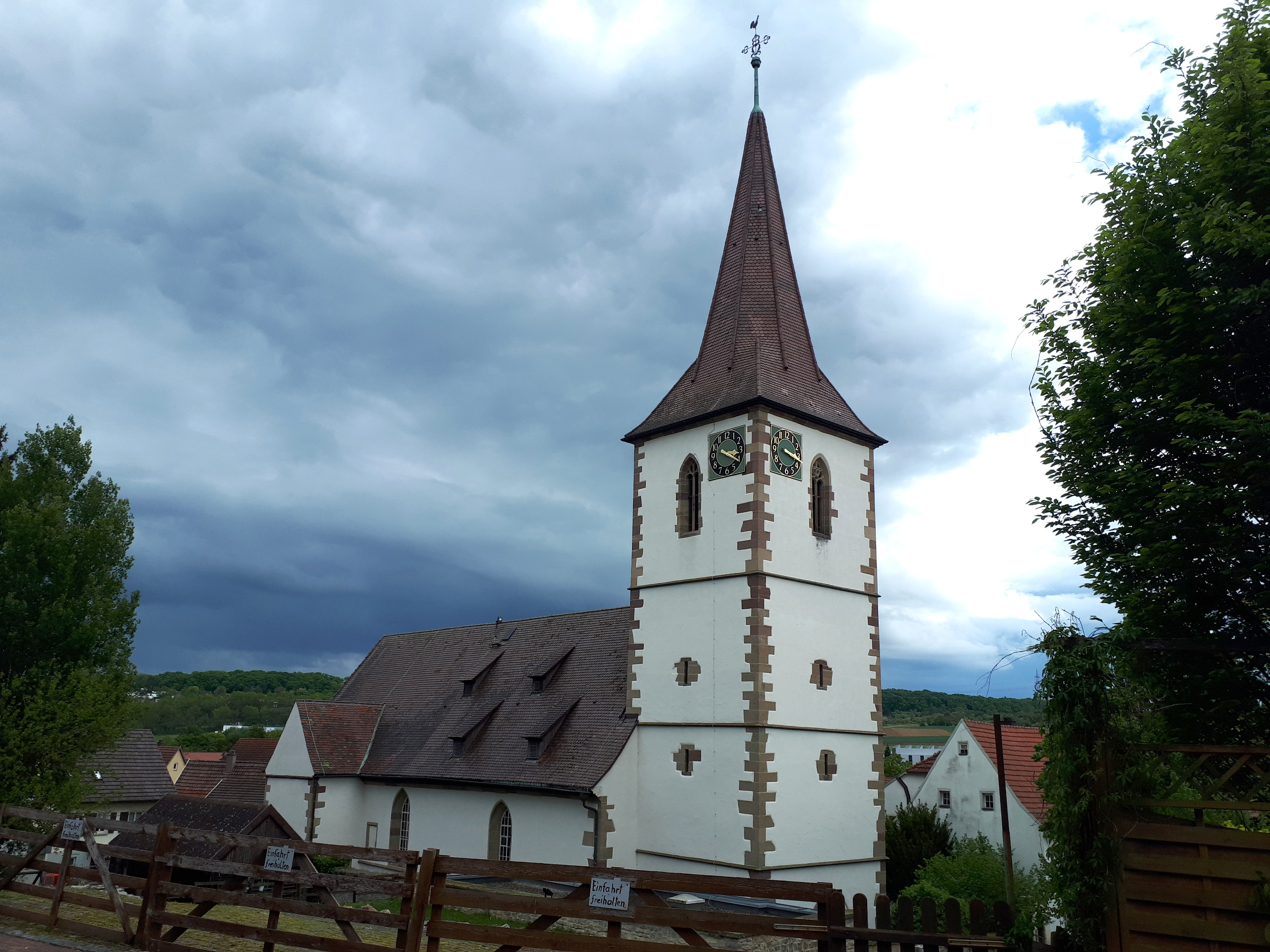
Margaretenkirche von Norden (2020)

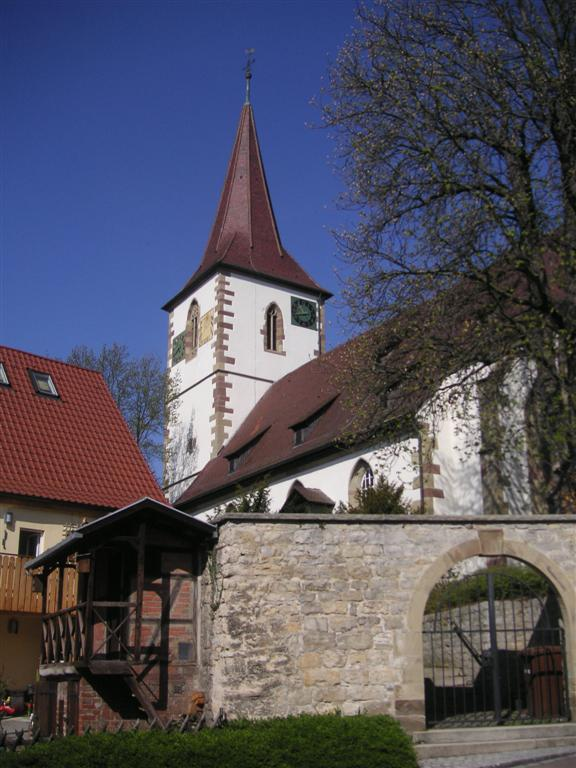
Margaretenkirche von Osten (2007)

Die Margaretenkirche ist die evangelische Kirche von Aldingen, einem Stadtteil der Stadt Remseck am Neckar im Landkreis Ludwigsburg in Baden-Württemberg. Die im spätgotischen Stil erbaute Kirche bildete zusammen mit dem abgegangenen Aldinger Schlössle eine gemeinsam ummauerte, innerörtliche Burganlage. Namenspatronin ist die heilige Margareta von Antiochia. Die Herren von Kaltental nutzten die Kirche als Residenzkirche und Grablege. Daher enthält sie mehrere Kunstwerke aus der Zeit der kaltentalischen Herrschaft, darunter vierundzwanzig Grabdenkmäler.
Die Margaretenkirche gehört heute zur Evangelischen Kirchengemeinde Remseck im Kirchenbezirk Ludwigsburg.

## Geschichte

### Vorgängerkirche

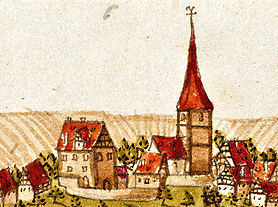
Burg Aldingen: Ausschnitt einer Ansicht von Aldingen am Neckar im Forstlagerbuch von Andreas Kieser (1682). Zu erkennen ist die Margaretenkirche mit Turm und links davon das Schlössle sowie die beide Gebäudekomplexe umgebende Mauer

Bereits im 8. Jahrhundert soll sich in Aldingen eine Kirche befunden haben. Die im Jahr 1100 erfolgte Schenkung der Kirche an das Kloster Hirsau durch Winther von Oßweil war die erste urkundliche Erwähnung Aldingens. Bei der erwähnten Kirche handelte es sich um einen romanischen Vorgängerbau der heutigen Margaretenkirche. Bei Renovierungsarbeiten im Jahr 1963 wurden Mauerreste dieser Vorgängerkirche freigelegt und fotografiert, jedoch nicht genau vermessen, weshalb ihre genaue Größe und Gestalt nicht bekannt ist. Im Jahr 1278 war die Kirche im Besitz von Graf Ulrich von Asperg, der sie als Teil der Herrschaft Aldingen dem Burggraf Walter von Kaltental als Lehen übergab. Burggraf Johann II. von Kaltental und seine Brüder integrierten um 1318 diese Kirche in eine Burganlage, die von einer Ringmauer und einem Zwinger umgeben war sowie zur Bergseite hin von einem Graben geschützt wurde. Kirchenburg und Herrschaftssitz besaßen dabei getrennte Höfe mit eigenen Toren. Aufgrund eines Brandes im 18. Jahrhundert bestehen von der Anlage heute nur noch die Kirche selbst, Teile der Mauer, das mutmaßlich ebenfalls um 1318 entstandene Pfaffenhaus sowie das im 17. Jahrhundert als Anbau entstandene Alte Schulhaus.
Am 29. November 1380 verkaufte Hans von Kaltental die Kirche an das Stift zu Stuttgart. Diesem wurde sie 1398 durch Papst Bonifatius IX. inkorporiert.

### Baugeschichte
An Stelle dieser Vorgängerkirche wurde die spätgotische Margaretenkirche im 15. Jahrhundert durch Hans von Ulm weiterhin als Teil der kaltentalischen Burg erbaut. Die neue Kirche wurde im Jahr 1500 fertiggestellt, wie der östliche Schlussstein im Chorgewölbe dokumentiert. Nicht geklärt ist, ob und wieweit dabei Teile der Vorgängerkirche sowie mögliche Neubauten von 1398 – darunter eventuell der Turm im Westen des Gebäudes – mit einbezogen wurden. Allerdings folgt die Anlage Hans von Ulms einem einheitlichen Plan. Obwohl auch diese neue Kirche nach wie vor in das Stuttgarter Stift inkorporiert war, wurde sie von den Herren von Kaltental als Residenzkirche sowie als Grablege genutzt. So zeigt unter anderem der westliche Schlussstein im Chorgewölbe das Wappen der Kaltentaler, wohingegen es keine baulichen Hinweise auf das Stift als eigentlichen Eigentümer gibt.
Der Innenraum wurde im Laufe der kaltentalischen Herrschaft immer wieder ergänzt und auch später mehrfach restauriert und den Bedürfnissen der Zeit angepasst. So wurde 1633 eine über eine Außentreppe erreichbare Empore an der Südseite des Kirchenschiffs integriert. Während des Pfälzischen Erbfolgekrieges wurde die Kirche im Jahr 1693 von französischen Soldaten geplündert, dabei wurden unter anderem die Glocken entwendet. Der noch zu katholischer Zeit entstandene Hochaltar wurde 1787 abgebaut und die darin enthaltenen fünf Heiligenfiguren 1895 an das Landesmuseum Württemberg verkauft. Damit war Platz geschaffen für den Einbau einer Chorempore mit Orgel und im Chor-Parterre eines Gestühls für die größer gewordene Gemeinde. Erst 1947/48 wurden diese Einbauten wieder entfernt und 1963 das Schiff mit neuer Süd- und Westempore versehen.
Die letzte größere Restaurierung fand im Jahr 2012 statt, hierbei erhielt die Kirche unter anderem einen neuen Altar, der durch den Künstler Werner Mally gestaltet wurde.

### AldingerBiblia latina
Die Aldinger Biblia latina ist eine in Aldingen entstandene, umfassende, lateinische Bibelhandschrift in der damals verbreiteten Vulgata-Fassung. Sie liefert einen wichtigen Beitrag zur lokalen Kirchengeschichte. Die Handschrift wurde im Wesentlichen zwischen 1452 und 1460 durch Johannes Winckelmess in einer für das späte Mittelalter typischen Bastarda-Schrift verfasst. Winckelmess war zu dieser Zeit Leutpriester (plebanus) an der Margaretenkirche. Der zwischen 1425 und 1430 in Mühlhausen am Neckar geborene Winckelmess übte im Auftrag des Stuttgarter Stiftes vor Ort die vollen Pflichten eines Pfarrers aus. Seine Ausbildung zum Leutpriester beschränkte sich allerdings auf eine Kloster- oder Lateinschule, da dieses Amt damals als „Anlernberuf“ aufgefasst wurde. Winckelmess besaß während seiner Aldinger Zeit auch nur niedere Weihen. Nach einer Station als Pfarrrektor in Waiblingen von 1462 bis 1465, trat er dem Stuttgarter Stift als Kanoniker bei, was er bis 1488 – seinem mutmaßlichen Todesjahr – auch blieb. Erst nach seinem Beitritt zum Stift begann Winckelmess in Freiburg und Heidelberg zu studieren und erhielt 1470 die Priesterweihe. Er hatte im Stift die Ämter als Keller und Kustos inne sowie 1474 als Frühmesser in seinem Heimatort Mühlhausen. Ab 1477 war er württembergischer Rat sowie kaiserlicher Notar.
In der Biblia latina selbst notierte Winckelmess das Geburtsdatum zweier Kinder (Johannes am 22. April 1452 und Thomas am 12. Dezember 1456). Dabei handelte es sich mutmaßlich um Winckelmess' eigene Söhne, die Mutter der Kinder ist nicht bekannt. Die Biblia latina scheint insofern für Winckelmess' privaten Gebrauch erstellt worden sein, worauf auch ein von Winckelmess verfasster Nachtrag von 1460 hindeutet.
Im 16. Jahrhundert wechselte die Handschrift mehrfach als Geschenk oder durch Verkauf den Besitzer. Ab dem 17. Jahrhundert gehörte sie dem Kloster Schöntal, von wo sie in Folge der Säkularisierung zu Beginn des 19. Jahrhunderts in die heutige Württembergische Landesbibliothek gelangte.

### Reformation und paritätische Nutzung

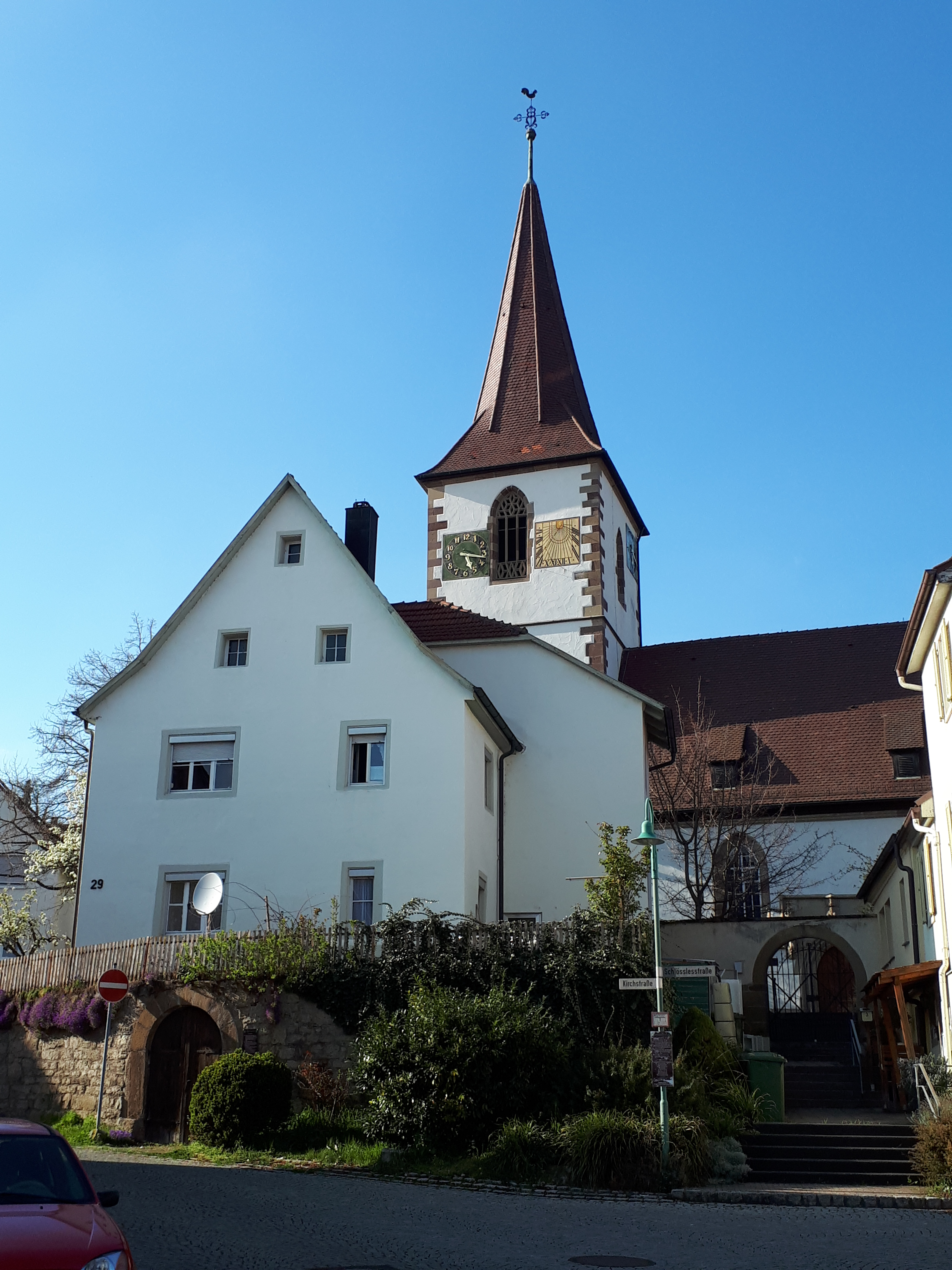
Margaretenkirche von Süden (2020); im Vordergrund das Pfaffenhaus

Nach Einführung der Reformation in Württemberg im Jahr 1534 hätte Herzog Ulrich als Oberherr des Stuttgarter Stifts das Recht gehabt, die Reformation auch für die dem Stift gehörige Margaretenkirche einzuführen und einen Pfarrer seiner Wahl zu benennen. Zugunsten der katholischen Ortsherren Aldingens wurde jedoch darauf verzichtet.
In der zweiten Hälfte des 16. Jahrhunderts teilten sich die Brüder Reinhard und Heinrich von Kaltental und ihr entfernter Verwandter Philipp Wolf von Kaltental die Ortsherrschaft über Aldingen. Parallel zur Einführung der Reformation arbeiteten die Ortsherren daran ihre Abhängigkeit von Württemberg zu verringern. 1560 unterschrieben sowohl Reinhard als auch Phillip Wolf eine von der Reichsritterschaft erarbeitete Ritterordnung. Nachdem diese 1561 durch Kaiser Ferdinand bestätigt wurde, bedeutete das für die Aldinger Kaltentaler eine größere Unabhängigkeit von Württemberg. Gleichzeitig versuchte man aber auch, es sich mit dem übermächtigen Nachbarn nicht zu verderben, weshalb die Frage der Reformation weitere Brisanz gewann.
Heinrich und Reinhard einigten sich mit der Verwaltung des seit 1550 in Württemberg regierenden Herzogs Christoph auf die Einführung der Reformation in Aldingen. Ihr Vetter Philipp Wolf widersetzte sich dem jedoch. Mutmaßlich folgte er dabei dem Einfluss seiner Tante Emerentia von Kaltental, welche die letzte Priorin des katholischen Frauenklosters Mariental in Steinheim an der Murr war. Die dortigen Nonnen versuchten zu diesem Zeitpunkt ebenfalls gegen den teilweise militärischen Druck aus Württemberg ihrem bisherigen Glauben weiter zu folgen. Man einigte sich in Aldingen 1568 schließlich unter dem stärker werdenden Druck aus Stuttgart auf einen Kompromiss. Das bedeutete für die Dorfbewohner, dass sie freie Wahl bei der Konfession erhielten. In der Aldinger Dorfordnung von 1578 wurde dies ausdrücklich festgeschrieben.
Das ab 1500 urkundliche bezeugte aber wohl deutlich ältere sogenannte Pfaffenhaus war bis zur Reformation die Wohnung des Gemeindepfarrers und später des katholischen Messpriesters. Nachdem der katholische Gottesdienst in der Margaretenkirche eingestellt worden war, beherbergte das Pfaffenhaus im 18. Jahrhundert mehrere jüdische Familien, die hier auch einen Betraum einrichteten. Für die evangelischen Pfarrer wurde 1568 ein Pfarrhaus außerhalb der Anlage errichtet und im 18. Jahrhundert zu einem Pfarrhof erweitert. Bis heute ist hier das Pfarramt der zuständigen Kirchengemeinde untergebracht.
Die Gottesdienste beider Konfessionen wurden seit der Reformation und noch in der Zeit des Dreißigjährigen Krieges bis etwa 1640 in der Margaretenkirche gefeiert. Dazu gab es neben dem evangelischen Hauptaltar im Chor noch bis um das Jahr 1800 an der südlichen Chorbogenwand einen katholisch genutzten Seitenaltar mit einem Baldachin (Ziborium). Er geht auf eine Stiftung Kaspars von Kaltental aus dem Jahr 1488 zurück und befand sich anders als die Kirche selbst daher im Besitz der Familie von Kaltental. Der katholische Altar wurde später wegen des Platzbedarfs für eine halbe Südempore entfernt. Sein ehemaliges Altarbild ist trotz des katholischen Motivs („Maria Himmelfahrt“) bis heute in der mittlerweile rein evangelischen Kirche als Wandschmuck vorhanden und erinnert an die Zeit als Simultankirche.
Im Verlauf des 17. Jahrhunderts sank die Zahl der Katholiken in Aldingen. Nachdem die katholische Linie der Kaltentaler ausstarb, wurde auch kein katholischer Messpriester mehr eingestellt, es fanden seither keine katholischen Messen mehr in der Margaretenkirche statt. 1859 wurden in Aldingen bei insgesamt 1250 Einwohnern noch zwei nach Ludwigsburg eingepfarrte Katholiken gezählt. Erst ab 1945 zogen wieder vermehrt Katholiken nach Aldingen, die dann nach Gründung einer Aldinger Gemeinde zwischen 1963 und 1966 auch eine eigene Kirche erbauten.

## Außenbereich

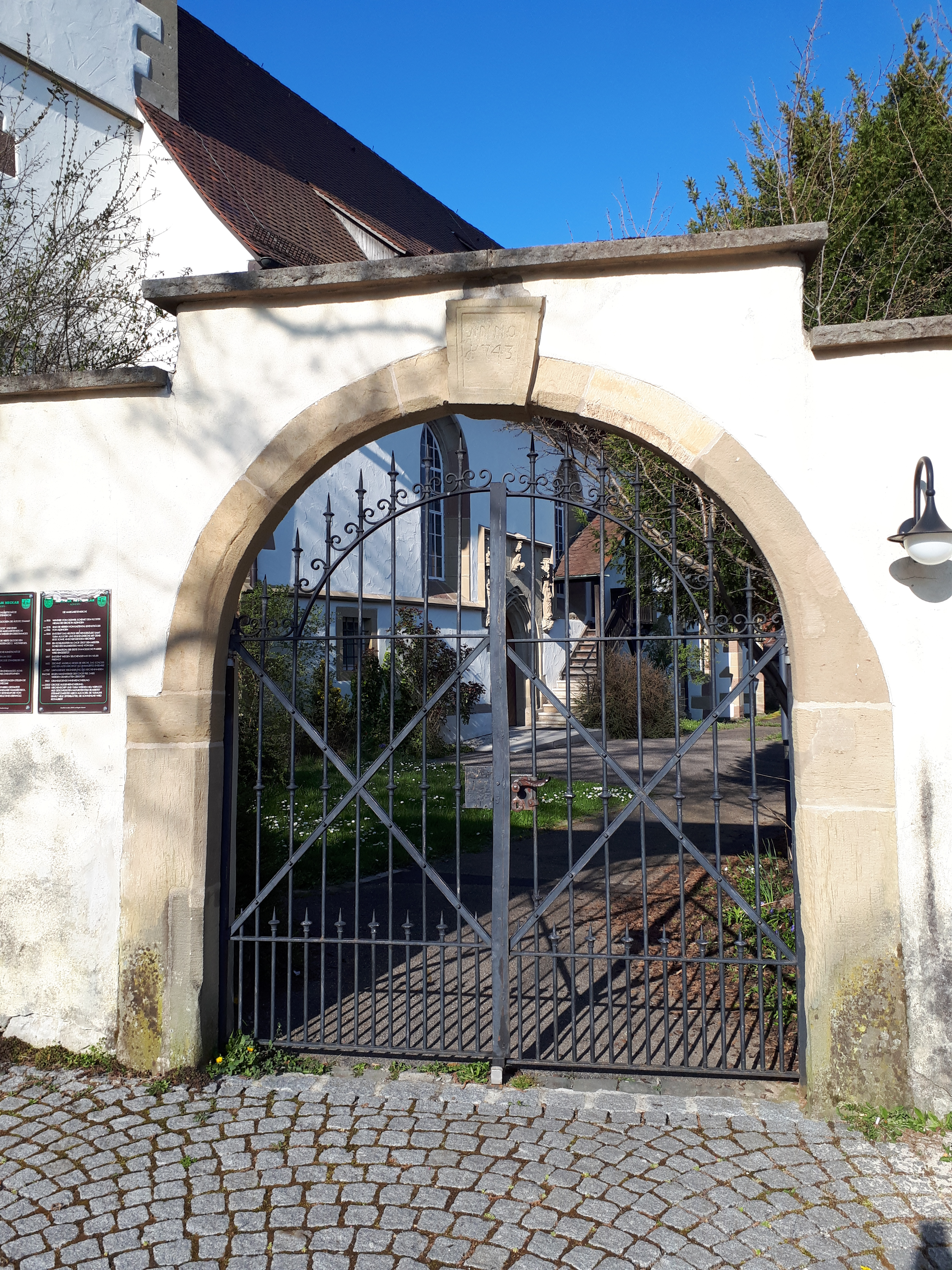
Westlicher Zugang zum Kirchhof (2020)

Die Margaretenkirche liegt in einem von einer Mauer umgebenen Kirchhof, der über drei Tore erreichbar ist. Sie besitzt eine Gesamtlänge von 36 m. Das Kirchenschiff ist dabei wie im Mittelalter üblich in West-Ost-Richtung orientiert. Der für eine Dorfkirche ungewöhnlich große Chor befindet sich entsprechend an der Ostseite. Das Hauptportal mit gotischem Stabwerk und Figurenschmuck ist an der Südseite des Kirchenschiffs. Links des Portals ist Maria mit dem Jesuskind dargestellt. Auf der rechten Seite die heilige Margarete mit dem Drachen und über dem Portal der Gottvater. Bei den Figuren handelt es sich um Kopien. Die Originale aus dem 16. Jahrhundert befinden sich heute im Turm.

## Innenbereich

### Chor
Der Chor wurde durch Hans von Ulm gestaltet und im Jahr 1500 fertiggestellt, wie die Inschrift im Schlussstein belegt. Das gotische Maßwerk in den großen Fenstern wurden um 1800 entfernt. Mittlerweile besitzt die Kirche durch die Firma Deiniger in Ulm gestaltete Fenster mit Glasmalereien von 1979. Diese stellen einem Entwurf von Annemarie Hammer-Fleck (1913–2001) folgend die Motive Schöpfung, Leiden  und Erlösung dar. Der Chor beherbergt zudem die Orgel von 1973 mit einer Disposition von Volker Lutz. Des Weiteren finden sich hier mehrere Grabdenkmäler der Herren von Kaltental, die originalen Herrschaftsstühle der Ortsherren sowie der moderne Altar von Werner Mally aus dem Jahr 2012.

### Kirchenschiff
Im Schiff dieses wegen der Kanzelposition bereits als Predigtkirche einzustufenden Gebäudes befinden sich neben den übrigen Grabdenkmälern weitere Kunstwerke mit engem Bezug zur Geschichte der Margaretenkirche. So findet sich hier als prominenter Wandschmuck trotz des rein katholischen Motivs das um 1600 durch Philipp Johann von Kaltental und seine Frau gestiftete und im Renaissancestil gefertigte Bild „Maria Himmelfahrt“ des einstigen katholischen Altars. An der nördlichen Chorbogenwand steht die Holzkanzel von 1683 auf dem bauzeitlichen Steinsockel. Auf dem barocken Kanzeldeckel befindet sich wiederum das kaltentalische Wappen und darüber hinaus Figuren der vier Evangelisten sowie Christus mit der Siegesfahne.

#### Empore
Die Margaretenkirche verfügt über eine Empore an der Süd- und Westseite des Kirchenschiffs. Die Galerie der Empore ist mit zwei Bilderzyklen verziert. Die Zyklen wurde in den Jahren 1733 bis 1738 in Auftrag gegeben. Die ersten beiden Bilder wurden durch den Stuttgarter Maler Johann Jacob Borni geschaffen. Ab 1777 kam es zu einer vollständigen Erneuerung des Kircheninnenraums. In diesem Zusammenhang könnten die weiteren Bilder zumindest teilweise durch den württembergischen Hofmaler Philipp Jakob Ihle entstanden sein. Ihle war der Schwiegersohn des damaligen Aldinger Pfarrers Christoph Friedrich Hermann. Der dreizehnteilige Zyklus Jesus und die Apostel ist an der Hauptempore angebracht. An der Seitenempore befindet sich der Zyklus Heilsgeschichte. Er besteht aus sechs Bildpaaren, die jeweils Szenen des Alten und Neuen Testaments gegenüberstellen.

#### Taufstein
Der Aldinger Taufstein war ursprünglich ein wahrscheinlich zwischen etwa 1500 und 1520 entstandener Monolith im Stil der Spätgotik. Die früher oft genannte Datierung auf 1490 ist wahrscheinlich nicht zutreffend. Unversehrt ist nur der Taufsteinkorb erhalten. Der ursprüngliche Sockel wurde hingegen um die Wende vom 19. ins 20. Jahrhundert durch einen Jugendstil-Sockel ersetzt. Der Taufsteinkorb besitzt eine als üppig und besonders kunstvoll beschriebene Astwerk-Ornamentik, die sich im Stil sonst nirgends in der zwar ebenfalls kunstvollen aber schlichten Architektur der Margaretenkirche widerspiegelt. Der Taufstein selbst befindet sich unter einem kleinen, speziell zur Beleuchtung des Steins eingebauten Fenster. Taufstein und Fenster tragen dasselbe Steinmetzzeichen.

### Sakristei
Die Sakristei mit der eisenbeschlagenen Bohlentür von 1500 und originalem Schloss hat ursprünglich wohl auch als Schatzkammer gedient – bauzeitlich nur mit Lichtschlitzen, erst 1786 mit richtigem Fenster sowie einem Außeneingang versehen. In der Sakristei findet sich die Altarmensa des ehemaligen Hochaltars der Margaretenkirche. Bis 2012 wurde sie im Chor als Altar genutzt. Auf der Altarmensa befindet sich ein Kruzifix von einem unbekannten Künstler. Das Kruzifix kam 1991 als Schenkung nach Aldingen.

### Grabdenkmäler
Die nachfolgende Liste enthält die in der Kirche erhaltenen 24 von ursprünglich 36 Denkmälern sowie die beiden Gemälde zu Ehren von Heinrich von Kaltental und Agatha von Kaltental.
| Nr. | Grabdenkmäler                                                    | Art                          | Datum       | Standort                |
| --- | ---------------------------------------------------------------- | ---------------------------- | ----------- | ----------------------- |
| 1 | Jerg (Georg) von Kaltental                                       | Grabdenkmal                  | nach 1555   | Chor                    |
| 2 + 3 1 | Reinhard von Kaltental und seine Ehefrau Anna Maria geb. Nothaft | Grabdenkmal (Doppelstatue) 2 | 1607        | Chor                    |
| 4 | Wolf Philipp von Hirnheim                                        | Grabdenkmal 3                | 1546        | Chor                    |
| 5 | Philipp Wolf von Kaltental                                       | Grabdenkmal                  | um 1584     | Chor                    |
| 6 | Reinhard von Kaltental                                           | Grabplatte                   | 1580        | Chor                    |
| 7 | Agatha von Hirnheim geb. von Kaltental                           | Grabdenkmal 3                | 1553        | Chor                    |
| 8 | Tochter des Jerg von Kaltental                                   | Grabplatte                   | 1544        | Chor                    |
| 9 | Tochter des Philipp Wolf von Kaltental                           | Grabplatte (Fragment)        | 1572        | Chor                    |
| 10 | Georg der Ältere von Kaltental                                   | Grabdenkmal                  | 1537        | Kirchenschiff           |
| 11 | Philipp von Kaltental                                            | Grabdenkmal                  | 1546        | Kirchenschiff           |
| 12 | Philipp von Kaltental                                            | Grabplatte                   |             | Kirchenschiff           |
| 13 | Margret von Kaltental                                            | Grabplatte                   | 1512        | Kirchenschiff           |
| 14 | Jörg (Georg) Wolf von Kaltental                                  | Grabplatte                   | 1619        | Kirchenschiff           |
| 15 | Friedrich Georg Wolf von Kaltental                               | Grabplatte                   | 1698        | Kirchenschiff           |
| 16 | Magdalena von Kaltental geb. von Weyler                          | Grabplatte                   | 1703        | Kirchenschiff           |
| 17 | Magdalena Salome von Kaltental                                   | Grabplatte                   | 1684        | Kirchenschiff           |
| 18 | Caspar von Kaltental                                             | Gedächtnisstein 4 (Fragment) | im 16. Jhd. | Kirchenschiff           |
| 19 | Wilhelm von Kaltental und Elisabeth von Neuhausen                | Gedächtnisstein 4 (Fragment) | im 16. Jhd. | Durchgang zur Turmhalle |
| 20 | Anna Nothaft von Hohenberg                                       | Grabplatte                   | 1595        | Kirchenschiff           |
| 21 | unbekannter Herr von Kaltental                                   | Grabplatte                   | um 1500     | Turmhalle               |
| 22 | Georg von Kaltental                                              | Grabplatte                   | 1537        | Turmhalle               |
| 23 | Apollonia von Kaltental                                          | Grabplatte                   | 1529        | Turmhalle               |
| 24 | Heinrich von Kaltental                                           | Grabdenkmal                  | 1504        | Turmhalle               |
| - 5 | Heinrich von Kaltental (Auferstehung-Christi-Epitaph)            | Gemälde                      | 1608        | Durchgang zum Chor      |
| - 5 | Epitaph für Agatha von Kaltental                                 | Gemälde                      | 1613        | Kirchenschiff           |
| 1 Die Doppelstatue wird üblicherweise als zwei Denkmäler gezählt 2 Bildhauer aus dem Umfeld von Jakob Müller vermutet 3 Geschaffen von Joseph Schmid aus Urach 4 Die Gedächtnissteine erinnern an Personen, die starben, bevor die Kirche als Grablege genutzt wurde 5 Die beiden Gemälde werden üblicherweise bei der Anzahl der Grabdenkmäler nicht mitgezählt |                                                                  |                              |             |                         |

## Kirchturm

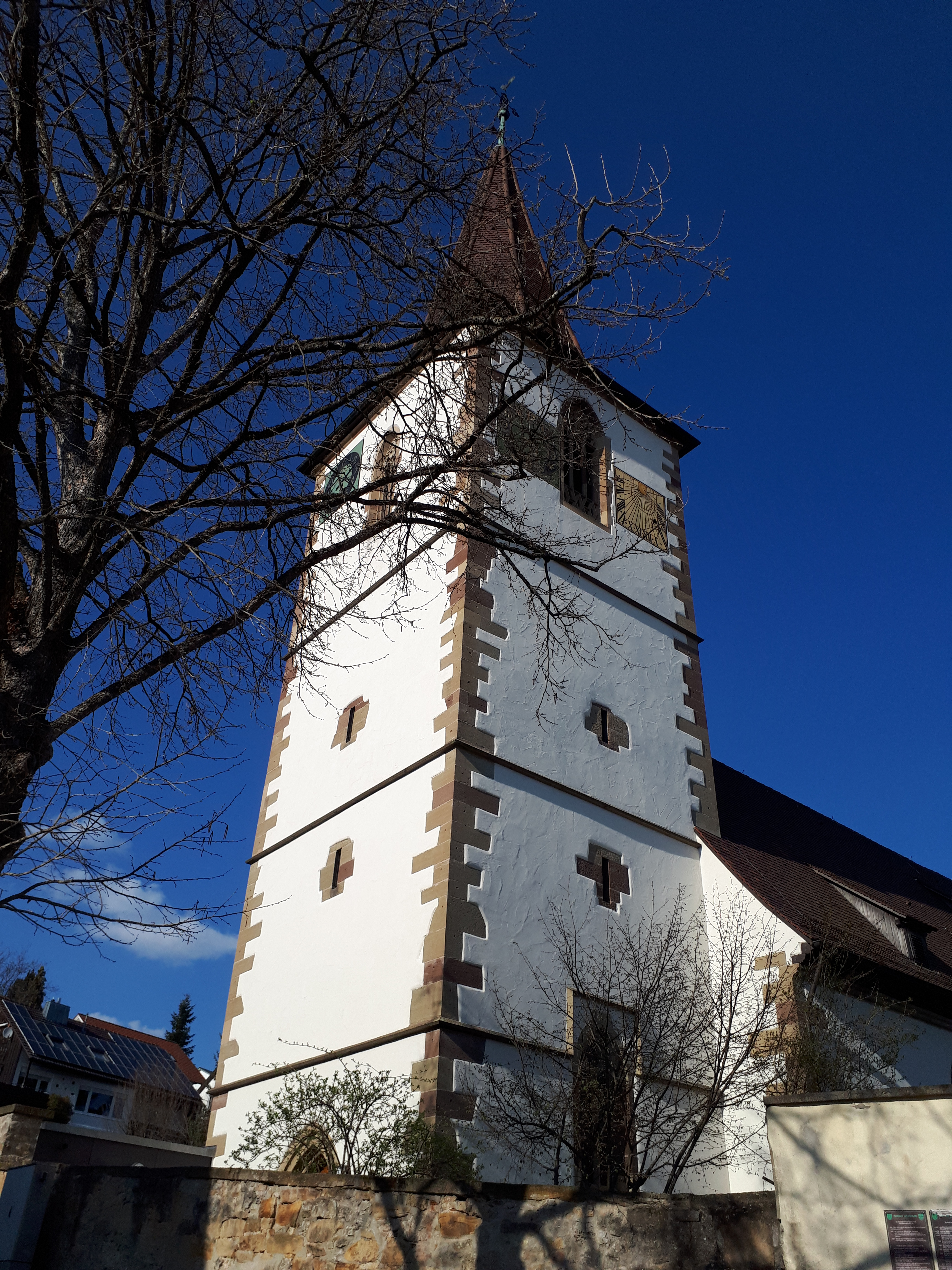
Kirchturm der Margaretenkirche (2020)

Der Kirchturm besitzt eine Höhe von 42 m. Er befindet sich an der Westseite des Kirchenschiffs und war zugleich Teil der Wehranlage der Burg, weshalb er mit Ausnahme des obersten Stocks über Schießscharten statt über Fenster verfügt. Es gibt neben seinem wuchtigen Äußeren noch diverse weitere Indizien, die darauf hindeuten, dass der Turm von der Vorgängerkirche übernommen wurde und bereits im Jahr 1398 entstand. Daher findet man gelegentlich auch dieses als Entstehungsjahr der Kirche angegeben. An anderer Stelle der Literatur wird aber davon ausgegangen, dass dies ein Missverständnis in einer Urkunde aus dem 17. Jahrhundert war und der Turm zusammen mit der übrigen Kirche während der durch Hans von Ulm geleiteten Bauarbeiten als Einheit entstand und somit um 1500 fertiggestellt wurde. Gestützt wird dies durch Steinmetzzeichen, die belegen, dass am Turm dieselben Handwerker arbeiteten wie am Chor und am Kirchenschiff.

### Turmuhr
Ursprünglich besaß der Turm nur eine Sonnenuhr. Bereits früh wurde eine mechanische Uhr nachgerüstet, die Sonnenuhr als Zierde an der Südwand des Turms ist aber bis heute erhalten. Das originale Uhrwerk aus dem frühen 16. Jahrhundert wurde 1802 um ein Viertelstunden-Schlagwerk erweitert und 1931 schließlich durch ein neues Uhrwerk ersetzt.

### Glocken
Seit 1525 besaß der Turm einen hölzernen Glockenstuhl für ein Dreiergeläut. Die im Pfälzischen Erbfolgekrieg geraubten Glocken wurden im 18. Jahrhundert ersetzt. Davon ist die 1773 gegossene Neubert-Glocke bis heute erhalten. Die übrigen Glocken wurden während der beiden Weltkriege abmontiert und eingeschmolzen. Im Jahr 1951 wurde mit zwei neuen Glocken wieder ein Dreier-Geläut hergestellt. Im Jahr 1957 wurde ein neuer Glockenstuhl aus Metall eingebaut und das Geläut um eine vierte Glocke erweitert.